# Sericoptera chartaria
Sericoptera chartaria là một loài bướm đêm trong họ Geometridae.